# Stirlingshire (circonscription du Parlement d'Écosse)
Avant les Actes d'Union de 1707, les barons du comté de Stirling  élisaient des commissaires pour les représenter au Parlement monocaméral d'Écosse et à la Convention des États.
Après 1708, le Stirlingshire a envoyé un membre à la Chambre des communes de Grande-Bretagne.

## Liste des commissaires du comté
- 1612: Alexander Seton de Kilcreuch[1]
- 1644: Sir Thomas Nicolson de Carnock[2]
- 1648: Laird de Polmala (Murray)[3]
- 1648: Laird de Garden (Stirling) [3]
- 1649: Sir James Hope de Keir [3]
- 1649–50: Sir James Hope de Hopton [3]
- 1649–50: George Buchanan[3]
- 1650: Sir Charles Erskine [3]
- 1661–63: John Murray de Touchedame et Polmais [4]
- 1661: James Livingstone, 1er Vicomte Kilsyth (mort en 1661) [4]
- 1662–63: John Buchanan[4]
- 1665 convention: William Murray de Donypace[5]
- 1665 convention, 1667 convention, 1669–72: James Seton l'aîné de Touch[6]
- 1667 convention: Charles Erskine de Alvey  [6]
- 1669–74, 1678 (convention): Sir John Stirling de Keir [7]
- 1674, 1678 (convention), 1681–82, 1685–86: James Seton le jeune de Touch [8],[9]
- 1681–82: Richard Elphinstone de Airth [8]
- 1685–86:  William Livingstone de Kilsyth [9]
- 1689 convention, 1689–90: Sir Charles Erskine de Alva (mort en 1690)[10]
- 1689 convention, 1689–1701: Sir John Houston de that Ilk[11]
- 1690–1701: Alexander Monro de Bearcrofts [12]
- 1690–1700: Alexander Napier de Culcreuch (expulsé en 1700)[12]
- 1700-1701: Sir John Schaw, Bt de Greenock (terminé 1701/2)[12]
- 1702: William Livingstone de Kilsyth  [12]
- 1702–1707: John Grahame de Killearne  [13]
- 1702–1707: James Grahame de Buchlyvie  [13]
- 1702–1707: Robert Rollo de Powhouse  [13]